# Club Bádminton Rinconada
El Club Bádminton Rinconada es un club de bádminton español, de la ciudad de La Rinconada, Sevilla, Andalucía. Actualmente compite en División de Honor, máxima categoría nacional. Se trata de uno de los clubes de bádminton más exitosos del país, siendo el que más campeonatos ha conquistado (12 Campeonatos de España de Clubes) y el que en más ediciones de la Copa de Europa ha participado, alcanzando las semifinales en tres ocasiones, la última en la pasada edición.
En la década de los 80, vecinos de la localidad que practican el bádminton se plantean constituir un club de bádminton en San José de La Rinconada, hecho que se produce en el mes de abril de 1989.
Las primeras elecciones a la presidencia tuvieron lugar en el año 1989. El Patronato Municipal de Juventud y Deportes del Ayuntamiento de La Rinconada, ponía como condición para la supervivencia de un nuevo Club en este caso, el CBR que, una vez aprobado y durante un período de dos años, se demostrara que el deporte del Badminton se había arraigado en nuestro Municipio y poseía un reconocimiento en el ámbito territorial. Esta condición se ha demostrado en el tiempo, ya que, en la actualidad sigue existiendo el club siendo el más laureado de la historia de España.